# Colburn (hrabstwo Adams)
Colburn – miasto w Stanach Zjednoczonych, w stanie Wisconsin, w hrabstwie Adams.